# Villa des Roses (Paris)
La villa des Roses est une voie du 18e arrondissement de Paris, en France.

## Situation et accès
La villa des Roses est une voie, de forme rectangulaire, située dans le 18e arrondissement de Paris ornée d'un jardinet en son centre. Elle débute au 44, rue de la Chapelle et se termine en impasse.

## Origine du nom

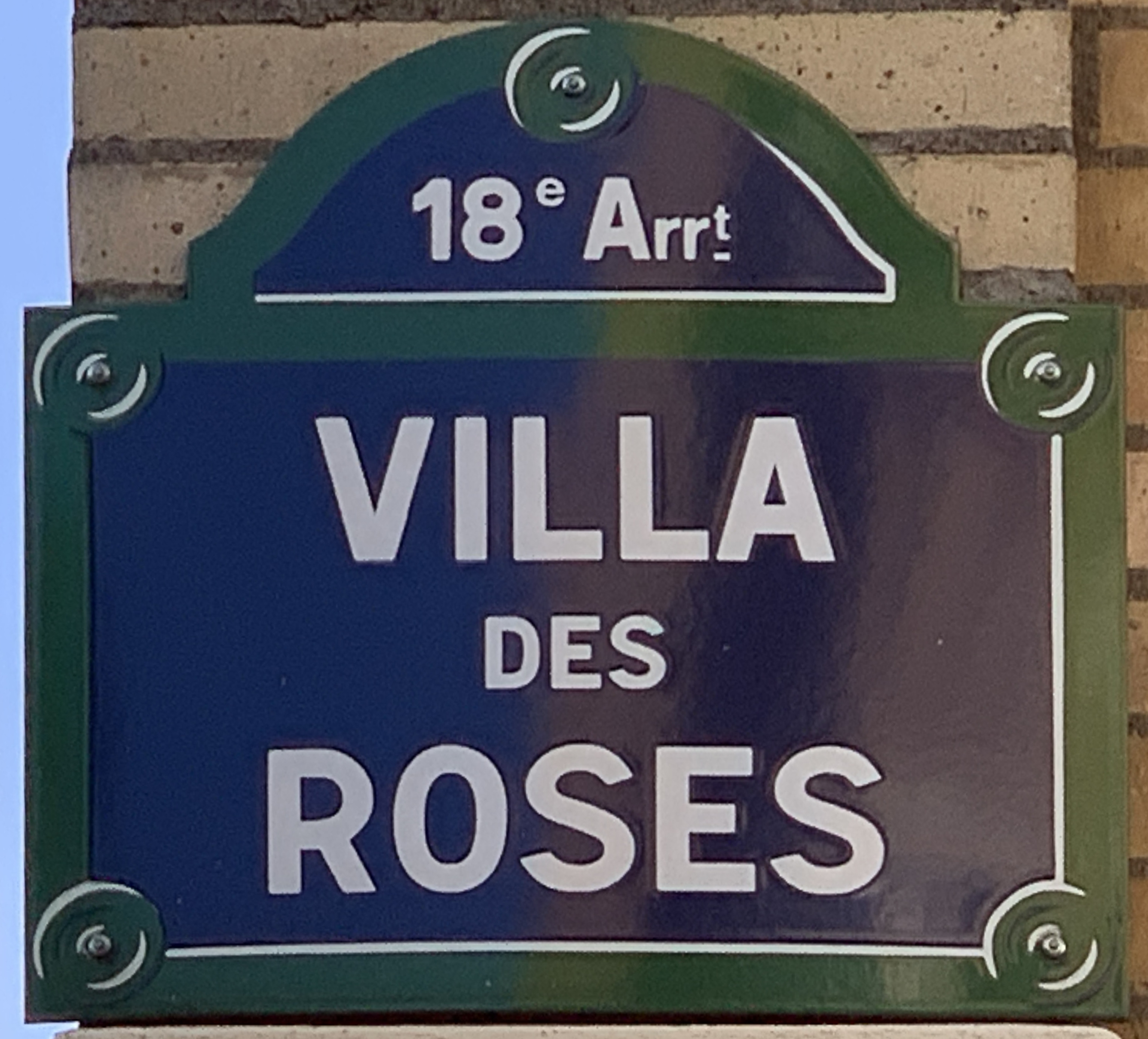
Plaque de la voie.

Elle porte ce nom en raison du voisinage de la rue des Roses.

## Historique
Cette voie est ouverte sous sa dénomination actuelle en 1935.